# 馬盧爾縣
馬盧爾縣（英語：Malheur County，發音： /mælˈhɪər/）是美国俄勒冈州東南部的一個縣，東隔斯内克河與爱达荷州相望，南鄰内华达州。馬盧爾縣亦是組成東俄勒岡的八個縣份之一。馬盧爾縣面積25,719平方公里，是俄勒岡州中面積第二大的縣份，亦是全國面積第12大的縣份。根據2020年美國人口普查統計，共有人口31,571人。馬盧爾縣的縣治為韋爾。馬盧爾縣亦位於安大略都會區。

## 歷史
馬盧爾縣成立於1887年2月17日，縣名來自流經該縣的馬盧爾河（法语「不幸」的意思）。獨立自貝克縣。首先於1860年代移居此地的人主要是一些礦工和牧人。人們在1863年於馬盧爾縣發現金礦吸引了更多人前來淘金。在1890年代，巴斯克人移居此地，並主要從事畜牧業。

## 地理

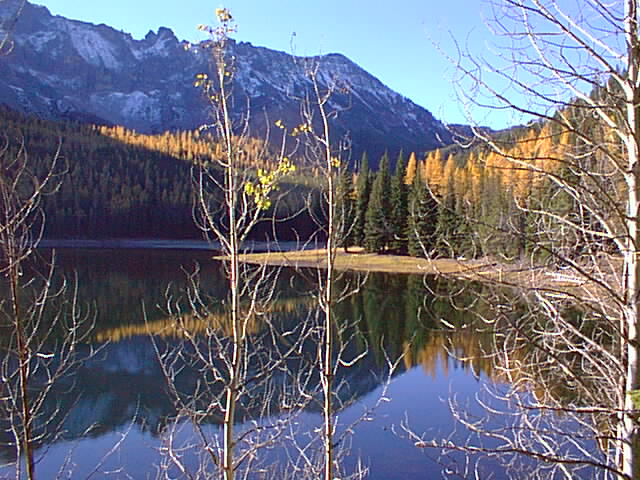
馬盧爾國家森林公園草莓湖

大部份馬盧爾縣（圖中紫色部份）皆位於北美山区时区。只有南部一小部份（圖中矢車菊藍部份）位於太平洋時區。而其餘俄勒岡州縣份皆位於太平洋時區內。

根據2000年人口普查，馬盧爾縣的面積為9,930平方英里（25,700平方），其中有9,887平方英里（25,610平方），即99.57%為陸地；43平方英里（110平方），即0.43%為水域。

### 毗鄰縣
- 俄勒岡州 哈尼縣：西方
- 俄勒岡州 格蘭特縣：西北方
- 俄勒岡州 貝克縣：北方
- 爱达荷州 華盛頓縣：東北方
- 愛達荷州 佩埃特縣：東方
- 愛達荷州 坎寧縣：東方
- 愛達荷州 奧懷希縣：東方
- 內華達州 洪堡縣：南方

### 國家保護區
- 鹿平國家野生動物保護區（英语：Deer Flat National Wildlife Refuge）（部份）
- 马卢尔国家森林（部份）
- 瓦洛瓦-惠特曼国家森林（部份）

### 時區
由於馬盧爾縣與愛達荷州的經濟關係，因此大部份馬盧爾縣均位於北美山区时区內，以便人們來往同為北美山区时区的愛達荷州和馬盧爾縣。而這樣便導致馬盧爾縣成為俄勒岡州中唯一一個沒有完全位於太平洋時區內的縣份。而人口稀少的馬盧爾縣南部則仍然位於太平洋時區內。馬盧爾縣的時區分界為北緯42.45度。

## 人口
| 调查年   | 人口   | 备注 | %±     |
| -------- | ------ | ---- | ------ |
| 1890     | 2,601  |      | —      |
| 1900     | 4,203  |      | 61.6%  |
| 1910     | 8,601  |      | 104.6% |
| 1920     | 10,907 |      | 26.8%  |
| 1930     | 11,269 |      | 3.3%   |
| 1940     | 19,767 |      | 75.4%  |
| 1950     | 23,223 |      | 17.5%  |
| 1960     | 22,764 |      | −2.0%  |
| 1970     | 23,169 |      | 1.8%   |
| 1980     | 26,896 |      | 16.1%  |
| 1990     | 26,038 |      | −3.2%  |
| 2000     | 31,615 |      | 21.4%  |
| 2010     | 31,313 |      | −1.0%  |
| sources: |        |      |        |

根據2000年人口普查，馬盧爾縣擁有31,615居民、10,221住戶和7,348家庭。其人口密度為每平方英里3居民（每平方公里1居民）。馬盧爾縣擁有11,233間房屋单位，其密度為每平方英里1間（每平方公里0.44間）。馬盧爾縣的人口是由75.78%白人、1.22%非裔、1.02%原住民、1.96%亞裔、0.08%太平洋岛民、17.38%其他種族和2.56%混血构成。而西裔或拉美裔佔了人口25.62%。在75.78%白人當中，有14.2%為德裔、10.5%為英裔以及6.9%為愛爾蘭裔。在31,615居民當中，有79.4%母語為英语、19.4%為西班牙语。
在10,221住户中，有36.20%擁有一個或以上的兒童（18歲以下）、57.30%為夫妻、10.40%為單親家庭、而有28.10% 為非家庭。其中23.70%住户為獨居，12.00%為同居長者。平均每戶有2.77人，而平均每個家庭則有3.28人。在31,615居民中，有27.60%為18歲以下、10.60%為18至24歲、27.20%為25至44歲、21.00%為45至64歲以及13.70%為65歲以上。人口的年齡中位數為34歲，每100個女性就有 116.00個男性。而每100個成年女性（18歲以上）就有121.20個成年男性。
馬盧爾縣的住戶收入中位數為$30,241，而家庭收入中位數則為$35,672。男性的收入中位數為$25,489，而女性的收入中位數則為$21,764。馬盧爾縣的人均收入為$13,895。約14.60%家庭和18.60%人口在貧窮線以下。